# Cordaites
Cordaites es un género de gimnospermas extintas del paleozoico, descritas por Unger en 1850, dedicadas a la labor en paleobotanica August Corda.
Habitaban bosques tropicales y pantanosos lo cual contribuyo a la formación del carbón. Esta familia se caracterizaba por tener un hábito diverso, incluían árboles y arbustos de ramificación monopodial. Plantas vasculares que se reproducen con semillas. Fueron similares a las coníferas con hojas grandes y acanalados. 
Mejillones y crustáceos de aguas salobres se encuentran a menudo entre las raíces de estos árboles. Los fósiles se encuentran en las secciones de las rocas del Carbonífero superior, Holanda, Bélgica y Alemania.
Algunas de las especies son:
- Cordaites principalis.
- Cordaites ludlowi.
- Cordaites hislopii. Se encuentra en el geoparque Paleorrota en Rio Grande do Sul, Brasil.[3]

Contrariamente a lo que ocurre con otras variedades de plantas, semillas de Cordaites no son infrecuentes, ya que alcanza grandes dimensiones (hasta 10 mm).